# Grande synagogue de Tbilissi
La grande synagogue de Tbilissi (géorgien : დიდი სინაგოგა) est une synagogue à Tbilissi dans la république de Géorgie.

## Histoire
Le bâtiment, également appelé la synagogue géorgienne, est construit de 1895 à 1903 dans une architecture du style éclectique. Ses bâtisseurs sont des Juifs géorgiens de Akhaltsikhé ayant migré vers Tbilissi à la fin du XIXe siècle, c'est pourquoi la synagogue est aussi appelé « synagogue des gens de Akhaltsikhe ». 
Il existe également une autre synagogue dans la capitale, construite par les Juifs de Tshinvali rue Kozhevennyi Tupik.